# Konvertibilna marka
Konvertibilna marka (v cirilici: конвертибилна марка) je denarna enota Bosne in Hercegovine. Valuta je bila določena z Daytonskim sporazumom leta 1995 kot zamenjava za dotedanji bosanskohercegovski dinar; uradno so jo vpeljali 22. junija 1998. Vezana je bila na vrednost nemške marke (1 DM = 1 KM), po uvedbi evra pa velja vrednost 1 EUR = 1,95583 KM. Stoti del konvertibilne marke je konvertibilni fening (v cirilici конвертибилни фенинг; na nekdanjih bankovcih imenovan konvertibilni pfenig, конвертибилни пфениг).
Okrajšava za konvertibilno marko je KM (tudi km), za konvertibilni fening pa Kf.

## Bankovci
- 50 feningov (feninga/фенинга) – 31. marca 2003 vzet iz obtoka
- 1 marka (marka/марка) – 31. marca 2009 vzet iz obtoka
- 5 mark (maraka/марака) – 31. decembra 2009 vzet iz obtoka
- 10 mark (maraka/марака)
- 20 mark (maraka/марака)
- 50 mark (maraka/марака)
- 100 mark (maraka/марака)
- 200 mark (maraka/марака)

Bankovce za 200 KM je natisnila avstrijska banka Österreichische Nationalbank, vse ostale pa francoska banka François-Charles Oberthur Fiduciaire.

## Kovanci
- 5 feningov (feninga/фенинга)
- 10 feningov (feninga/фенинга)
- 20 feningov (feninga/фенинга)
- 50 feningov (feninga/фенинга)
- 1 marka (marka/марка)
- 2 marki (marke/марке)
- 5 mark (maraka/марака)

Kovanci za 5 Kf in 5 KM so v obtoku od 5. januarja 2006. 

## Posebnosti
Posebnost bosanskih bankovcev je ta, da so vsi z izjemo bankovca za 200 KM natisnjeni v dveh inačicah – za Republiko Srbsko in za Federacijo Bosne in Hercegovine. Obe inačici sta uradno veljavni po vsej državi.
Bankovce konvertibilnih mark so doletele tudi številne tiskarske napake. Bankovec Republike Srbske za 1 marko ni nikoli bil uradno izdan v obtok, potem ko so na njem v cirilici napačno natisnili ime pisatelja Iva Andrića kot "Ivo Andriđ" (Иво Андриђ namesto Иво Андрић). Med bankovci, ki so kljub napakam prišli v obtok, so med drugim leta 1998 natisnjeni bankovci za 5 KM – na hrbtni strani je cirilični zapis ret (рет) namesto pet (пет), in sicer tako na bankovcih Federacije kot na bankovcih Republike Srbske – in vsi istega leta izdani bankovci do 100 KM obeh entitet, ki so na varnostnem traku vsebovali napačno kratico Centralne banke BiH (ЏББХ, DžBBH, namesto ЦББХ, CBBH).